# NGC 1128/2
NGC 1128/2 је елиптична галаксија у сазвежђу Кит која се налази на NGC листи објеката дубоког неба.
Деклинација објекта је + 6° 1' 21" а ректасцензија 2h 57m 41,6s. Привидна величина (магнитуда) објекта NGC 1128 износи 14,5 а фотографска магнитуда 15,5. NGC 11282 је још познат и под ознакама MCG 1-8-27, CGCG 415-41, DRCG 9-42, A 0255+05, 3ZW 52, 3C 75, KCPG 84B, PGC 11188.